# Клинтонизам
Клинтонизам се односи на политичку и економску политику Била и Хилари Клинтон, као и на еру његовог председавања Сједињеним Америчким Државама.
Савет демократског руководства, естаблишмент продемократске странке, тврди да се Клинтонизам „залаже за економски раст и једнаке могућности; за фискалну одговорност; за рад, а не социјалну сигурност; за спречавање криминала и кажњавање криминалаца; и за небирократску, оснажујућу владу“ и даље каже да су „ове политике кључне за успехе на почетку 21. века“.
С друге стране, неки критичари Клинтонове повезују клинтонизам са „мажењем великог новца (осим оружја и дувана), финансијским скандалима, победом по сваку цену, превртањем и преварењем“.

## Карактеристике
Клинтонизам се односи на центристичко или неолиберално крило Демократске странке Сједињених Америчких Држава у чијем центру су бивши председник Бил Клинтон и његова супруга, бивша прва дама, сенатор, државни секретар и кандидаткиња демократа 2016. Хилари Клинтон, како у време када су били на функцији, тако и касније. Такође се сматра да обухвата многе друге истакнуте људе, укључујући консултанта за кампању Дика Мориса, новинара Сиднија Блументала, председника Демократског националног комитета Стивена Гросмана, политичара и гувернера Била Ричардсона, секретара за становање и урбани развој Хенрија Киснероса, секретара Министарства финансија Роберта Рубина и секретара државе Мадлен Олбрајт.
Док се примарна квалификација усклађује са или је део унутрашњег круга повезаног са Клинтоновима, може се рећи да идеологија у ширем смислу фаворизује одређене политике:
- Слободна трговина: суштинска компонента његове економске политике, Клинтон је радио на усвајању НАФТА-е и стварању Светске трговинске организације .
- Уравнотежен буџет: Клинтонизам је повезан са фискалним конзерватизмом како би се омогућиле ниже каматне стопе и слободнија монетарна политика.
- Већа спремност за коришћење и финансирање војске
- Спремност на компромис по друштвеним питањима као што су абортус и ЛГБТ+ права. Бил Клинтон је потписао Закон о одбрани брака из 1996. године, иако га је Врховни суд одбацио и укинуо Законом о поштовању брака из 2022. године.
- Реформа или смањење неких владиних програма, што је пример укидања помоћи породицама са зависном децом као дела реформе социјалне заштите.
- Интернационализам, посебно ширење НАТО-а.

Идеологија се понекад сматра делом Трећег пута, бренда политике за који се каже да укључује (у то време или после) нове лабуристе премијера Уједињеног Краљевства Тонија Блера, Либералну партију Канаде и Социјалдемократску партију Немачке под канцеларом Герхардом Шредером. Према Ванити Феру, Клинтонизам је у основи „заснован на креду бејби бумера да заиста можете имати све“.